# 第234親衛空中襲撃連隊 (ロシア空挺軍)
第234親衛空中襲撃連隊（だい234しんえいくうちゅうしゅうげきれんたい、ロシア語：234-й гвардейский десантно-штурмовой полк）とは、ロシア空挺軍の連隊の1つ。第76親衛空挺師団の指揮下にある。部隊番号74268。

## 歴史
- 1926年1月15日：第234狙撃連隊[1]として第74狙撃師団編成とともに編成[3]。
- 1939年8月：第157狙撃師団に部隊移動。また部隊名が「第384狙撃連隊」に改称される[3]。
- 1943年3月7日；部隊名が「第234親衛狙撃連隊」に改称[3]。
- 1945年5月10日：大祖国戦争終結に伴い第3級クトゥーゾフ勲章が授与される。また33人の兵士がソ連邦英雄を受賞[3]。
- 1946年6月：空挺軍第76親衛空挺師団に部隊移動。
- 1988年3月～1993年4月：南コーカサスと沿ドニエストルでの特別任務に参加。
- 1998年：アブハジアで平和維持任務を遂行。
- 1994年～1995年：第一次チェチェン紛争に参加。
- 1999年～2004年：第二次チェチェン紛争に参加。
- 2022年2月24日～：2022年ロシアのウクライナ侵攻に参加[4]。

## 駐屯場所
プスコフ州プスコフに駐屯する。兵舎にはシャワー、リクリエーションルーム、スポーツコーナーなどがある。また駐屯地内にはクラブ、医療ユニット、バスとランドリープラントがある。兵舎の1階と周辺の清掃は、民間が行う。

## 参加した戦闘
- 第二次世界大戦
  - 大祖国戦争（独ソ戦）[5]
    - オデッサの戦い
    - ロストフの戦い
    - スターリングラード攻防戦
    - クルスクの戦い

- 第一次チェチェン紛争
- 第二次チェチェン紛争[5]

- 2022年ロシアのウクライナ侵攻
  - 割り当てられた地域での軍事作戦に参加[4]。